# Tephrosia mohrii
Tephrosia mohrii là một loài thực vật có hoa trong họ Đậu. Loài này được (Rydb.) R.K.Godfrey miêu tả khoa học đầu tiên.